# Casio Graph 35+
 (signalé en mai 2025).
Si vous disposez d'ouvrages ou d'articles de référence ou si vous connaissez des sites web de qualité traitant du thème abordé ici, merci de compléter l'article en donnant les références utiles à sa vérifiabilité et en les liant à la section « Notes et références ».
- Archive Wikiwix
- Bing
- Cairn
- DuckDuckGo
- E. Universalis
- Gallica
- Google
- G. Books
- G. News
- G. Scholar
- Persée
- Qwant
- (zh) Baidu
- (ru) Yandex
- (wd) trouver des œuvres sur Wikidata

La Casio Graph 35+ USB (nom international : fx-9750GII) est une calculatrice graphique commercialisée par Casio. Elle possède des options importantes pour un élève en série scientifique par rapport à la Graph 25, comme la possibilité de résoudre des équations ou des options dans l'étude des fonctions. Elle permet le calcul matriciel. Cependant, contrairement à la Graph 65, elle ne possède pas d'écran couleur, ni d'une bibliothèque pré-intégrée de programmes en mémoire morte.

## Caractéristiques techniques

### Fiche technique
- Dimensions : 87×22×180 mm
- Poids : 156 g
- Alimentation : 4 piles AAA (LR03)  (+1 DL2032 sur le modèle Graph 35+ mais pas sur la Graph 35+ USB)
- Nombre de fonctions : 763
- Nombre de variables : 28
- Affichage : 7 lignes de 21 caractères (8192 pixels)
- Mémoire : 64 Ko

### Fiche technique détaillée
Niveau scolaire couvert : Lycée
Définition / Écran : Graphique, 8 lignes de 21 caractères, très contrasté, écriture et affichage 2D.
Écran couleur : Non
Types graphiques : Courbes cartésiennes, polaires et paramétrées
Langage de programmation : Proche du Basic
Logique(s) de calcul : Algébrique
Mémoire standard : 64 Ko
Mémoire maximale : 64 Ko (à la suite d'un « débridage » simple, on peut avoir accès à 1.5 Mo de mémoire morte en plus, avec un OS de graph 75)
Nombre de fonctions : 763
Calcul formel : Non
Fonctions financières : Amortissement, calcul de dates
Fonctions spécialisées : Calcul matriciel, intégration numérique, résolution d'équation, dérivation, division euclidienne, PGCD, PPCM, génération de nombres entiers aléatoires
Outils pédagogiques : Programmation langage Casio (type Basic), affichage décimal de 10 chiffres
Liaison avec une autre calculatrice : Oui
Liaison avec un PC : Oui (câble en option)
Alimentation principale : 4 piles AAA (LR03)
Piles livrées : Oui
Dimensions : (l × p × h) en mm 	 87 × 22 × 180
Poids net : 156 g
Puce CPU et mémoire flash : CPU Renesas SH-3 ou SH-4A (suivant la date de fabrication) et flash Spansion S29JL032H70TFI02

## Fonctions...

### ...Mathématiques
Mathématiques
- Racine carrée, cubique et xième
- Puissance carré, puissance Y, puissance de 10
- Logarithme népérien : Ln
- Exponentiel : ex
- Logarithme Base 10 : Log
- Valeur absolue : Abs
- Partie entière : Int
- Partie décimale : frac
- Fonction inverse : x-1
- Calcul des fractions / division euclidienne

Trigonométrie
- Sin, Cos, Tan et inverses
- Hyperboliques et inverses
- Conversion Degrés/min/s – décimales
- Conversion rectangulaires - polaires

Base
- Opération Base 2/8/10/16
- Opérateurs booléens

Numériques
- Dérivée numérique
- Intégration Simpson/Gauss-Kronrod
- Nombres complexes
- Tableau de valeurs
- Calculs de suites

Équations
- Résolution de systèmes : 6
- Racine de polynômes : 3
- Solveur numérique

Statistiques / probabilités
- Statistiques à 2 variables
- Écarts types, moyennes, Sommes
- Série statistiques. Min, Max, Med, Quart
- Régression : linéaire, ex, log, puissance
- Régression : poly (2,3,4)/sin
- Corrélation, estimation
- Statistiques avancées
- Factorielle : x !
- Nombres aléatoires : Ran#
- Permutation : nPr, Combinaisons : nCr
- Distribution normale
- Distribution P, Q, R

### ...Graphiques
Graphes de fonctions
- Coordonnées rectangulaires
- Coordonnées polaires
- Courbe paramétrées
- Inéquation
- Graphes d’intégrales
- Graphes de suites numériques
- Familles de courbes
- Graphes dynamiques
- Partage d’écran (2 graphes, graph + tableau)
- Tableau de valeur – Graph
- Graphes simultanés
- Zoom, tracé de points, lignes

Solveur
- Racines, maximum, minimum
- Intersections, dérivées
- Calcul de x=f(y), y=(x)
- Résolution d’inéquations

Statistiques
- Histogramme, nuage de points
- Courbe de régression / Distribution normale
- Répartition de probabilité : P, Q, R
- Statistiques avancées

Coniques
- Paraboles (foyer, directrice, sommet)
- Cercle (centre, rayon)
- Ellipse (foyer, interception X, Y)
- Hyperbole (foyer, intersection, asymptote)

### ...Spéciales
Liste
- 36 listes
- Statistiques sur les listes
- Opérations sur les listes +, -, /, ×
- Graphique à partir d’une liste
- Utilisation dans un programme
- Transferts listes vers matrices

Matrices
- Nombre de matrices (max.) : 26
- Dimensions max : 250×250
- Opérations sur les matrices +, -, /, ×
- Permutation de rangées. Produits scalaire
- Déterminant, Transposée, Inverse
- Utilisation dans un programme

Fonctions Financières
- Intérêts simples et composés
- Amortissements – Cash Flow
- Calcul de dates – Marges

## Programmation
Le langage utilisé pour programmer la Graph 35+ USB est proche du BASIC.
- Les commandes principales de boucles sont : For, To, Next, Do, LpWhile, While et WhileEnd ;
- Les commandes principales de conditions sont: If, Then, Else et IfEnd ;
- Les commandes de bornes sont Lbl et Goto ;
- Les variables vont de A à Z auquel s'ajoutent r et θ, il y a aussi les variables a0, a1, a2 (de même pour les lettres b et c) accessibles par le catalogue, soit neuf mémoires supplémentaires, mais ces dernières ne prennent pas en charge les nombres complexes.